# Пинджуров, Страхил

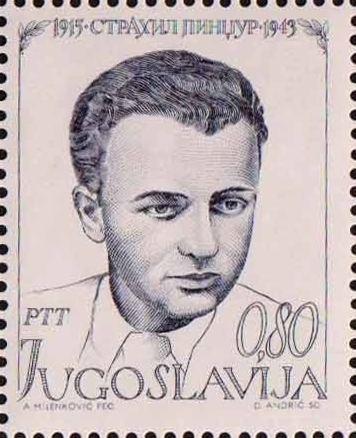
Почтовая марка 1973 года

Страхил Димитров Пинджуров (макед. Страхил Пинџур, болг. Страхил Димитров Пинджуров), в среде революционеров и партизан известен как Страшо Пинджур (макед. Страшо Пинџур; 15 марта 1915, Струмица — 4 января 1943, Скопье) — югославский македонский революционер и партизан, участник Народно-освободительной войны Югославии. Народный герой Югославии.

## Биография
Родом из семьи революционеров. Отец, Димитар Пинджуров, воевода времён Тиквешского восстания, участник Болгарской армии в Первом мировом войне (погиб осенью 1915 года). Его крестным отцом является болгарский воевода  Христо Чернопеев. Бабушка по отцовской линии, Наца Пинджурова, деятельница ВМОРО (убита сербскими войсками). Рос без отца, воспитывался матерью и бабушкой по материнской линии. Учился в начальной школе села Ваташа и гимназии города Кавадарци. Получал государственную стипендию как ребёнок, потерявший кормильца.
В юности Страхил увлёкся революционными идеями, участвовал во многочисленных акциях рабочих. Поступил в Белградский университет на юридический факультет. В 1934 году был принят в Коммунистическую партию Югославии, вошёл в студенческий совет. Основал тайный коммунистический кружок «Вардар», заняв в нём должность секретаря (руководил кружком Иво Рибар). С 1936 по 1938 годы воевал в составе испанской республиканской армии во время Гражданской войны в Испании, однако какого-либо серьёзного боевого опыта не получил. С 1938 года работал в Македонии. Арестовывался югославскими властями один раз.
В 1941 году в начале Народно-освободительной войны именно Страхил Пинджуров выступил одним из первых с обвинениями в адрес Методия Шаторова, которого некоторые деятели КПЮ подозревали в сепаратистской деятельности: попытке передачи Македонии в состав Болгарии и поглощения коммунистической партии Македонии Болгарской партией труда. После изгнания Шаторова из рядов компартии Пинджуров возглавил македонское отделение Коммунистической партии Югославии в конце 1941 года. В августе 1942 года по приглашению инструктора ЦК КПЮ Добривое Радославлевича Страхил вошёл в новосозданный областной комитет вместе с Кузманом Йосифовским, Борко Темелковским и Марой Нацевой. В декабре 1942 года Пинджуров стал руководителем Генерального штаба НОАЮ по Македонии.
19 декабря 1942 Страхил Пинджуров и Мирче Ацев были арестованы болгарской полицией в македонском городе Велес. После того, как Пинджурову показали партизанские убежища в Велесе, тот вынужден был признаться в своей партизанской деятельности. 4 января 1943 Страхил Пинджуров умер от пыток в тюрьме.
После смерти Пинджурова в его честь был назван один из народно-освободительных партизанских батальонов. Самому Страхилу Пинджурову посмертно присвоили звание Народного героя Югославии указом Председателя Антифашистского вече народного освобождения Югославии от 29 июля 1945 (в тот же день звание героя получил Мирче Ацев).